# Twister (zeilboot)

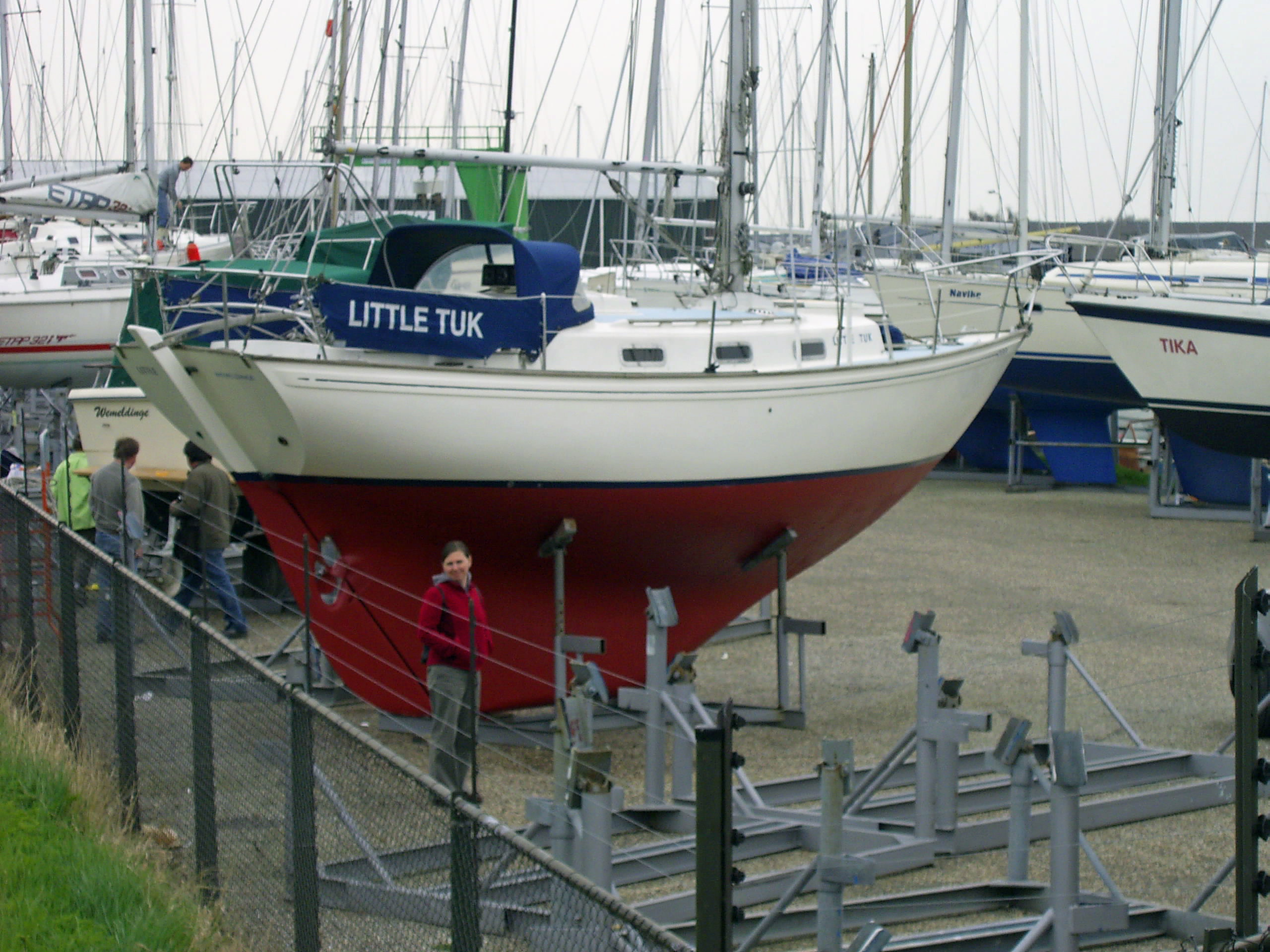
De Twister

De Twister is een klassieke S-spant van 28 voet (8,60 m), met een lange doorlopende kiel en aangehangen roer. Dit zeiljacht is in 1963 door de Engelse ontwerper C.R.(Kim) Holman getekend.

## Geschiedenis
Kim Holman werd in Cornwall geboren, maar vestigde zich na de Tweede Wereldoorlog aan de Engelse oostkust als jachtontwerper. Op vraag van een van zijn klanten ontwierp hij een klein zeiljacht, geoptimaliseerd voor de ratingformule van die tijd, en qua lijnen geïnspireerd op de International Folkboat (IF). Hij doopte het schip "Stella" en het ontwerp was zo succesvol in races dat er ettelijke van werden gebouwd. Na een aantal jaar ontstond echter de vraag naar een schip met wat meer lengte, ruimte en zeewaardigheid, maar met dezelfde rating. Holman slaagde in zijn opzet en noemde zijn ontwerp Twister, naar de populaire dans uit die tijd, de twist. De eerste Twister, "Twister of Mersea" won in zijn eerste jaar ongeveer alle races aan de Engelde oostkust met als gevolg dat er de daaropvolgende maanden en jaren een groot aantal van werden gebouwd.Het schip werd aanvankelijk in hout gebouwd, later in polyester met houten opbouw en nog later volledig in polyester. Er werden meer dan 200 Twisters gebouwd tot de productie werd stopgezet in de jaren 80.

## Huidig gebruik
Momenteel is de Twister een kleine zeewaardige "classic", waarmee al vele wereldreizen zijn gemaakt. Ze zijn terug te vinden verspreid over Groot-Brittannië en Ierland. Ook in België en Nederland varen nog enkele Twisters rond.